# Manchester terrier
Manchester terrier[Nota], conhecido como o "terrier do cavalheiro inglês", é uma raça canina criada na Inglaterra desde a Idade Média. Rateiros, estes cães eram muito utilizados em competições de caçar ratos. Com o fim do esporte, a raça entrou em declínio e hoje é tida como relativamente rara. 

## Características

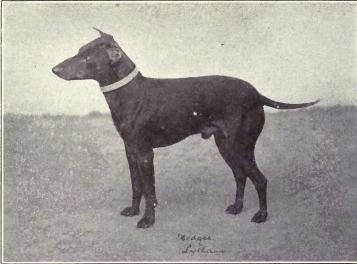
Manchester terrier, 1915

Podendo pesar até 8 kg, os machos possuem 41 cm na altura da cernelha e as fêmeas 38 cm. 
É um cão independente, tenaz, considerado teimoso, o que o tornou conhecido por ser considerado difícil de ser adestrado. É também um ótimo caçador. É um cão de temperamento fogoso, esperto, alegre e repleto de energia; comprova discernimento e fidelidade. 